# Springdale (Oregon)
Springdale az Amerikai Egyesült Államok északnyugati részén, Oregon állam Multnomah megyéjében elhelyezkedő önkormányzat nélküli település.
Nevét a térség forrásairól (spring) kapta. Az 1890-es években csak a keleti területet nevezték Springdale-nek, a nyugati oldalt Gale-nek hívták; a gale-i posta 1900 és 1903 között működött. A történelmi helyek jegyzékében szereplő iskola (ma közösségi ház) ad otthont a Corbetti Tankerület spanyol művészeti képzésének.

## Fordítás
- Ez a szócikk részben vagy egészben  a   Springdale, Oregon című angol Wikipédia-szócikk ezen változatának fordításán alapul.  Az eredeti cikk szerkesztőit annak laptörténete sorolja fel. Ez a jelzés csupán a megfogalmazás eredetét és a szerzői jogokat jelzi, nem szolgál a cikkben szereplő információk forrásmegjelöléseként.